# Bored of the Rings (videogioco)
Bored of the Rings è un videogioco d'avventura testuale pubblicato nel 1985-1986 per gli home computer Amstrad CPC, BBC Micro, Commodore 64 e ZX Spectrum dalla Delta 4.
È una parodia del classico romanzo fantasy Il Signore degli Anelli (Lord of the Rings). Letteralmente Bored of the Rings significa "annoiato dagli anelli" e, a parte l'iniziale, Bored si pronuncia come Lord.
Riutilizza lo stesso titolo originale del libro Il Signore dei Tranelli, anch'esso una parodia del Signore degli Anelli, ma il videogioco non è un adattamento del libro comico, che è più sconcio.
Ebbe un seguito, The Boggit, che è invece una parodia di Lo Hobbit.

## Trama
Il protagonista è Fordo (parodia di Frodo), un boggit (hobbit). Da suo zio Bimbo (Bilbo) e dallo stregone Grandalf (Gandalf), in cerca di un tontolone a cui appioppare l'incarico, Fordo riceve un anello magico e il compito di partire per le terre di Dormor (Mordor) dove dovrà distruggerlo, affrontando un viaggio analogo a quello del Signore degli Anelli.
Presto vengono introdotti gli altri tre boggit, con altrettanti nomi parodistici, che saranno i suoi costanti compagni di viaggio.
Si incontreranno molti altri luoghi e personaggi corrispondenti a quelli del libro, come l'elfo Legoland (Legolas) e il nobile Aragont (Aragorn) che sciorina i nomi dei propri antenati a ogni occasione.

## Modalità di gioco
Bored of the Rings è una classica avventura testuale, soltanto in inglese. Solo nella versione ZX Spectrum il testo è scritto con caratteri in stile gotico. Alcuni luoghi di ambientazione sono dotati di illustrazioni grafiche statiche.
I comandi sono generalmente riconducibili a un semplice verbo + oggetto, es. "GET SWORD" ("prendi spada"). Per dire qualcosa a un altro personaggio si premette il suo nome alla frase. Sono presenti comandi di sistema come visualizzare l'inventario degli oggetti che Fordo sta trasportando, o salvare e caricare la partita.
Nel complesso c'è un vocabolario di 45 parole, e sono supportate anche alcune parolacce.
L'avventura è suddivisa in tre parti, con la possibilità di ricominciare direttamente dalla seconda o terza dopo aver ottenuto la relativa password completando la parte precedente.
Complessivamente l'avventura si svolge in oltre 200 luoghi.
Come lato B, almeno nelle edizioni originali, è incluso il programma Sceptical, una rivista elettronica contenente storie umoristiche, giudizi su riviste cartacee, e testi vari, realizzato come un'imitazione del televideo.

## Sviluppo
Bored of the Rings venne ideato e sviluppato da Fergus McNeill, allora adolescente, che aveva da circa un anno fondato la Delta 4 quando ancora andava a scuola. McNeill stava già producendo giochi parodistici e presto pensò di farne uno su Il Signore degli Anelli. Aveva letto il libro comico Il Signore dei Tranelli e ne contattò l'autore e l'editore proponendogli di trarne un videogioco ufficiale, ma sostiene che non ricevette mai risposte.
Bored of the Rings fu comunque realizzato usando senza autorizzazione lo stesso titolo del libro comico, e fece una parodia diretta del Signore degli Anelli storpiandone i nomi. Fu sviluppato usando il software commerciale The Quill, compresa la sua espansione The Illustrator per aggiungere le scene grafiche.
La versione originale sviluppata da McNeill era quella per ZX Spectrum. Le conversioni, almeno per Amstrad CPC e BBC Micro, vennero affidate a compagni di scuola di McNeill che possedevano i relativi computer, e che lui non si era ancora procurato.
Dopo aver venduto poche copie per ordine postale direttamente alla Delta 4, fu preso un accordo con l'editrice CRL Group. Questa aveva a sua volta un accordo con la Silversoft, che pubblicò il gioco nei negozi. Più avanti Bored of the Rings uscì anche con marchio CRL, quando l'azienda non collaborava più con la Silversoft.
Il programma Sceptical incluso come bonus era un omaggio a Spectacle, incluso invece con Dark Star della Design Design.

## Accoglienza
Bored of the Rings ottenne di solito un buon apprezzamento dalla critica europea, venendo recensito soprattutto nella sua versione originale per ZX Spectrum.
La rivista britannica Sinclair User fu tra le più entusiaste, assegnandogli il titolo di Sinclair User Classic; riteneva che il suo umorismo fosse a volte da ragazzini o di cattivo gusto, ma comunque il gioco era divertente e ben fatto.
Entusiasta anche Your Computer, che lo trovò estremamente divertente e nel complesso eccellente.
Diverse altre riviste diedero giudizi positivi sulla versione Spectrum, mentre Home Computing Weekly fu un raro caso di giudizio incerto.
Anche per le altre piattaforme ci furono generalmente giudizi positivi. Secondo Zzap! (Commodore 64) l'umorismo demenziale era divertente, ma il gioco in sé niente di speciale; il suo giudizio complessivo comunque era un buon 78%.